# Hessdalen
Hessdalen è un villaggio nel comune di Holtålen nella contea di Trøndelag, in Norvegia. Con il nome Hessdalen ci si riferisce anche alla lunga valle (15 chilometri) in cui si trova il paese. Hessdalen si trova a circa 120 chilometri a sud della città di Trondheim, a circa 35 chilometri a nord della città mineraria di Røros e a circa 12 chilometri a sud-ovest del villaggio di Renbygda. Circa 150 persone vivono nel villaggio e nella valle circostante.
Il lago Øyungen si trova a circa 7 chilometri a sud-ovest del villaggio. L'area di Hessdalen è nota per il verificarsi di fenomeni luminosi non completamente spiegati, chiamati luci di Hessdalen e monitorati dalla Hessdalen Automatic Measurement Station (Hessdalen AMS).
La prima parte del nome corrisponde al nome del fiume locale Hesja e la parte terminale è la forma definita di dal, che significa "valle".